# L'Antichambre
Pour l’article homonyme, voir L'Antichambre (émission).
L'Antichambre est une pièce de théâtre de Jean-Claude Brisville créée le 3 novembre 1991 au Théâtre de l'Atelier.

## Résumé
Madame du Deffand, l’âge venant, perd progressivement la vue. Elle invite la jeune Julie de Lespinasse, fille bâtarde de son frère, à l’accompagner à Paris. Elle sera sa lectrice et participera à son salon. Julie, intelligente, cultivée, sensible aux idées nouvelles développées par les philosophes des Lumières, est plus en phase avec son époque que sa tante, femme d’esprit mais conservatrice et cynique. Progressivement, Julie conquerra l’amitié des philosophes et des hommes d’esprit qui gravitent autour de Madame du Deffand. Ils finiront par s’éloigner de celle-ci. La rupture entre les deux femmes, devenue inévitable, sera brutale, laissant Madame du Deffand seule face à la vieillesse.

## Théâtre de l'Atelier,1991
- Mise en scène : Jean-Pierre Miquel
- Scénographie : André Acquart
- Costumes : Pierre Dios
- Distribution : 
  - Madame du Deffand : Suzanne Flon
  - Julie de Lespinasse : Emmanuelle Meyssignac
  - Le président Hénault : Henri Virlogeux
  - Une servante : Yvonne Decade

Henri Virlogeux reçoit le Molière du comédien en 1992 pour ce rôle. Le spectacle est nommé dans six autres catégories : comédienne, révélation théâtrale, auteur, créateur de costumes, décorateur scénographe, théâtre privé.

## Théâtre Hébertot,2008
- Mise en scène : Christophe Lidon
- Scénographie : Catherine Bluwal
- Costumes : Claire Belloc
- Lumières : Marie-Hélène Pinon
- Son : Michel Winogradoff
- Distribution :
  - Madame du Deffand : Danièle Lebrun
  - Julie de Lespinasse : Sarah Biasini
  - Le président Hénaut : Roger Dumas

Jean-Claude Bouillon succède à Roger Dumas pour la tournée et la reprise du spectacle au Théâtre de l'Œuvre en 2009.
Le spectacle est nommé aux Molières 2008 dans trois catégories : révélation théâtrale, auteur, décorateur scénographe.